# 莱伊维
莱伊维（義大利語：Leivi），是意大利热那亚省的一个市镇。总面积9.9平方公里，人口2322人，人口密度234.5人/平方公里（2009年）。ISTAT代码为010029。